# Udaan
Udaan ist ein indisches Filmdrama aus dem Jahr 2010. 

## Handlung
Der 17-jährige Rohan und seine Freunde Vikram, Benoy und Maninder werden ihrer Schule verwiesen, da sie beim Ansehen eines nicht jugendfreien Filmes erwischt wurden. Rohan kehrt nach Hause, wo ihn sein gewalttätiger Vater und sein sechsjähriger Halbbruder Arjun erwarten, zurück. Rohan wird von seinem Vater jeden Morgen zum Joggen gezwungen, danach muss er in dessen metallverarbeitenden Fabrik arbeiten, bevor er in der örtlichen Universität Ingenieurwesen studieren kann. Eigentlich möchte er Schriftsteller werden, allein Rohans Onkel unterstützt ihn in seinen Ambitionen. Jede Nacht stiehlt Rohan das Auto seines Vaters, um sich in einer Bar mit Gleichgesinnten zu betrinken.
Rohan lässt das Studium schleifen und fällt durch die Prüfung. Währenddessen wird sein Vater in die Schule gerufen, um Arjun abzuholen; dieser hatte den Unterricht gestört. Der Vater verliert durch den Abstecher zur Schule einen wichtigen Auftrag für sein Werk. Als Rohan nach Hause kommt, wird Arjun gerade ins Krankenhaus gefahren; der Vater behauptet, er wäre die Treppe heruntergefallen. Rohan behauptet, die Prüfung bestanden zu haben, und begibt sich ins Krankenhaus um nach dem Bruder zu sehen. Derweil reist der Vater geschäftlich nach Kalkutta. Im Krankenhaus kommt Rohan seinem Bruder näher, der ihm anvertraut, dass er nicht gestürzt, sondern vom Vater misshandelt wurde. Als dieser, von der Reise zurückgekehrt, von der Lüge Rohans erfährt, greift er auch diesen tätlich an. Am nächsten Tag erklärt der Vater, erneut heiraten zu wollen. Arjun soll ins Internat und Rohan in der Firma arbeiten. Als dieser ablehnt, verbrennt der Vater Rohans Gedichte.
Bei einer der Fahrten mit dem Auto seines Vaters wird er von der Polizei ertappt und muss die Nacht im Gefängnis verbringen. Zurück zu Hause kommt es zum offenen Konflikt mit dem Vater vor dessen Gästen. Rohan schlägt zu, rennt davon und kommt beim Onkel unter. Am nächsten Morgen kehrt er nach Hause zurück, wo er Arjun auf das Taxi zum Internat wartend vorfindet. Rohan hinterlässt seinem Vater die Uhr, die er von seinem Vater zu seinem achtzehnten Geburtstag erhalten hatte und die Warnung, die beiden Söhne in Frieden zu lassen; da er ihn ansonsten wegen Kindesmisshandlung anzeigen werde.

## Auszeichnungen
- 2011: German Star of India – Bester Spielfilm auf dem Indischen Filmfestival Stuttgart